# Хакусан (гора)
Хакусан, или Хаку (яп. 白山 Хаку-сан, «Белая гора») — потенциально активный стратовулкан в Японии. Наряду с Фудзиямой и Татэямой является одной из трёх священных гор Японии.
Расположена на территории одноимённого национального парка.

## Физико-географическая характеристика
Гора Хакусан расположена на границе префектур Гифу и Исикава. Основная вершина имеет вулканическое происхождение.
На горе расположено много альпийских озёр и заснеженных долин, которые и дали название горе. Название Хакусан в переводе означает «белая гора». На горе находятся озёра Мидоригаикэ и Сэндзягаикэ (яп. 千蛇ヶ池), а также водопад Убагатаки. Озеро Сэндзягаикэ, расположенное в одном из кратеров вулкана, покрыто льдом круглый год.
У подножия горы проходит туристический маршрут «Лесная супердорога» (яп. 白山スーパー林道 Хаку-сан су:па: риндо:) протяжённостью 33,3 км. Маршрут включает обзорную площадку на высоте 1300 метров, а также водопад Фукубэ-но-отаки (яп. ふくべの大滝 Фукубэ но о:таки, «Большой водопад Фукубэ») высотой 86 метров.